# Ténéré
O Ténéré é uma região desértica no centro sul do Deserto do Saara. O nome Teneré vem da linguagem tuaregue, significando "deserto" e, tal como o Sahara, a palavra árabe para "deserto", a palavra é usada para se referir à região. Compreende uma vasta planície de areia estendendo-se desde o nordeste do Níger ao oeste do Chade, ocupando uma área de 400.000 km².

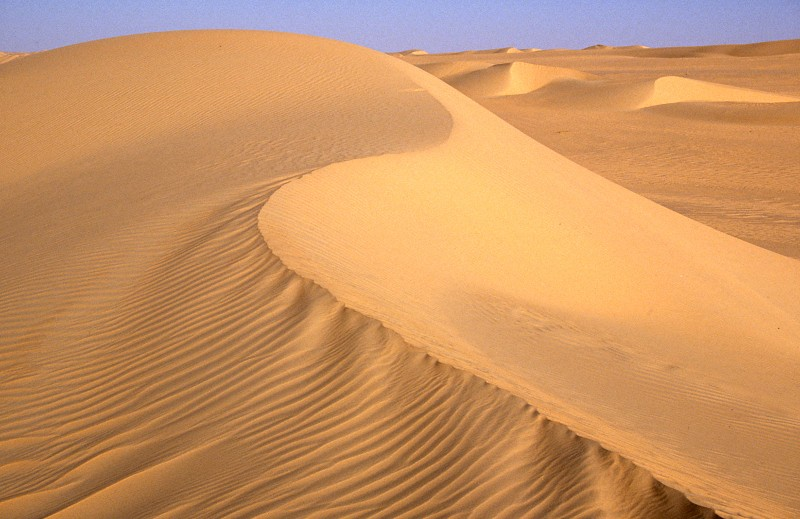
Um mar de dunas (Erg).

O Ténéré é árido, com um clima extremamente quente e seco e nenhuma flora, com menos de 25 mm de precipitação por ano. É extremamente difícil encontar água, mesmo no subsolo.
O Ténéré é esparsamente povoado, e a sua maior cidade é Agadez. Outras aldeias e povoamentos no Ténéré incluem Fachi, Achegour, Bilma, Dirkou, Chirfa, Agadem e Seguedine.
O Ténéré é também conhecido pela Árvore do Ténéré, considerada a árvore mais isolada do mundo.
Patrimônio Mundial da UNESCO desde 1991